# El cinquè element
El cinquè element (títol original en francès: Le Cinquième Élément) és una pel·lícula francesa de 1997, dirigida per Luc Besson, i que s'enquadra dins de la ciència-ficció, l'acció i la comèdia. Aquesta pel·lícula ha estat doblada al català.

## Argument
En 1914, un arqueòleg i el seu soci es troben en el desert d'Egipte estudiant uns gravats en les parets d'un temple antic. Els gravats diuen que cada 5000 anys arriba a la Terra un ser anomenat El Maligne. Uns extraterrestres coneguts com a Mondoshawan arriben al temple per retirar des d'una càmera secreta, amb la finalitat de custodiar-la, l'única arma capaç de derrotar el Gran Mal que apareix cada cinc mil anys. L'arma està formada per quatre pedres, que representen els quatre elements (aigua, aire, terra i foc), i un sarcòfag que conté un Cinquè Element en forma d'un ésser humà, que combina el poder dels altres quatre elements en una "Llum Divina". Els mondoshawan li prometen al seu contacte humà, un sacerdot, que tornaran amb els Elements a temps per aturar el Gran Mal, però un accident els obliga a deixar la clau de la càmera al sacerdot i li deixen instruccions per transmetre a les generacions futures fins al seu retorn.

### Repartiment
| Personatge                 | Actor original        |
| -------------------------- | --------------------- |
| Korben Dallas              | Bruce Willis          |
| Jean-Baptiste Emanuel Zorg | Gary Oldman           |
| Sacerdot Vito Cornelius    | Ian Holm              |
| Leeloo                     | Milla Jovovich        |
| Ruby Rhod                  | Chris Tucker          |
| Billy                      | Luke Perry            |
| General Munro              | Brion James           |
| President Lindberg         | Tommy 'Tiny' Lister   |
| Diva Plavalaguna           |                       |
| Veu de la Diva PlavaLaguna | Inva Mula-Tchako      |
| Boira                      | Lee Evans             |
| David                      | Charlie Creieu-Milers |
| Subaltern de Zorg          | Tricky                |
| General Staedert           | John Neville          |
| Professor Pacoli           | John Bluthal          |
| Mugger                     | Mathieu Kassovitz     |
| Mactilburgh                | Christopher Fairbank  |

## Rebuda
La pel·lícula va ser ben rebuda per la crítica. Va ser triada per a l'obertura del Festival de Cannes de 1997, i es va convertir en un èxit en taquilla, recaptant 263 milions de dòlars quan el seu pressupost va ser de 80.
El cinquè element va ser nominada als premis de l'Acadèmia de 1998 a l'apartat de Millor edició de so. Va guanyar el BAFTA als millors efectes especials, i va guanyar 3 de les 7 nominacions als premis César, incloent el de millor director per Luc Besson.